# Махово (Могилёвская область)
Ма́хово (бел. Махава) — агрогородок в составе Маховского сельсовета Могилёвского района Могилёвской области Республики Беларусь.

## Географическое положение
Ближайшие населённые пункты: Костинка, Липец, Малый Осовец.

## История
В 1675 упоминается как деревня Махов во владении Станислава Шемета в Оршанском повете ВКЛ.
В 1913 году действовала церковно-приходская школа.

## Население
- 1999 год — 645 человек
- 2010 год — 529 человек